# Club Deportivo Guadalajara
Il Club Deportivo Guadalajara, conosciuto più comunemente come Chivas de Guadalajara o semplicemente Chivas, è una società polisportiva di Guadalajara, in Messico, conosciuta soprattutto per la sezione calcistica, che milita nella massima serie del campionato messicano di calcio.
Membro fondatore del campionato messicano, gioca nella divisione ininterrottamente dal 1943, risultando, insieme all'América, uno dei due club sempre presenti e uno dei sette mai retrocessi dalla massima serie. È la squadra più popolare e la seconda più titolata del calcio messicano. La sfida contro l'América è il derby nazionale, il Clásico per eccellenza del Messico. Secondo uno studio del 2016, il Guadalajara è la squadra con più tifosi in Messico (44,2% del totale).

## Storia

### Esordi

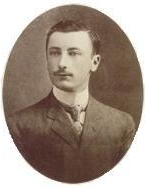
Edgar Everaert, fondatore del club

Il sodalizio fu fondato l'8 maggio 1906 a Guadalajara con il nome di Unión Football Club da alcuni impiegati dei magazzini La Ciudad de México e Las Fábricas de Francia, guidati dal negoziante belga Edgar Everaert (1888–1957) e dal francese Calixte Gas (1890–1918). Lo scopo era di formare una squadra di calcio per la colonia Moderna. Della prima formazione facevano parte, tra gli altri, i calciatori Edgar Everaert, Calixte Gas, Rafael Orozco, Gregorio Orozco, Max Woog, Ernesto Caire, J. Bowmark, Esteban Palomera, Francisco Palomera, Alfonso Cervantes, Carlos D. Luna, Ramón Gómez Cruz, Augusto Teissier, Calixto Teissier, Julio Bidart, Luis Pellat, Pedro, Pablo e Juan O'Kellard. La prima partita ufficiale vide opposto il Club Deportivo Guadalajara al Centro Atlético Occidental e si concluse con una vittoria del Guadalajara.
La divisa fu realizzata sul modello della squadra preferita da Everaert, il Bruges, che da allora ha peraltro cambiato divisa. Alcuni storici sostengono che i colori sociali del Chivas siano ispirati alla bandiera francese, dato che tra i primi giocatori della squadra c'era una minoranza di francesi. Il 26 febbraio 1908 il club cambiò nome in Club Deportivo Guadalajara su proposta di Everaert, che aveva notato che in Europa le squadre con denominazione geografica erano più seguite dai tifosi. Iniziò così un lungo sodalizio tra la squadra e la sua città di origine, legame rinsaldato dalla decisione di schierare quasi esclusivamente calciatori messicani (in misura minore spagnoli e svizzeri). Primo presidente del club fu Rafael Orozco, mentre la squadra titolare era formata da Alfonso Cervantes, Miguel Murillo, Eugenio Charpenel, Carlos Luna, Adolfo Orozco, Zenén Orozco, Rafael Orozco, Max Woog, Agustín Arce, Gregorio Orozco e Joaquin Nieto. In questo periodo entrarono a far parte del club personaggi come Everardo Espinosa, José Fernando Espinosa, Guillermo Enríquez, Juan José Flores e Ángel Bolumar, alcuni dei quali svolsero un ruolo fondamentale per lo sviluppo del club negli anni a venire.
Dei calciatori che formavano il nucleo originario del CD Guadalajara una gran parte era di nazionalità o di ascendenza francese, originari per lo più di Barcellonetta ed emigrati a Guadalajara per lavorare nei magazzini commerciali. Il resto del gruppo era formato da messicani e in misura minore spagnoli e svizzeri.

### Epoca amatoriale (1908-1943)
Dal 1906 al 1943, l'epoca non professionistica del calcio messicano, il Guadalajara vinse 13 campionati amatoriali, il primo dei quali nel 1908. In questo periodo si sviluppò un'accesa rivalità con l'Atlas.
Nel 1908 il Guadalajara entrò a far parte della Liga Amateur de Jalisco e riscosse un immediato successo, tanto da vincere i primi due campionati. Fu il Club Liceo para Varones, squadra con cui si sviluppò una forte rivalità, a interrompere il dominio del Guadalajara. Nelle seguenti tre stagioni le due compagini si alternarono nel ruolo di campione.
Dal 1914 il campionato fu sospeso per due anni a causa della rivoluzione messicana. Nel 1916 il Guadalajara si piazza secondo dietro al Club Deportivo Colón e nel 1917 dietro all'Atlas Fútbol Club, che stabilì un'egemonia quinquennale. Nel 1922 tornò a laurearsi campione, per poi confermarsi anche nelle stagioni seguenti, sino a inanellare quattro titoli di fila.
Nel 1923 il club divenne una società polisportiva con il nome di Club Deportivo Guadalajara.
Dal 1926 al 1939 il campionato fu dominato dal Club Deportivo Nacional e dal Guadalajara, che ottenne altri sei titoli, per un totale di tredici titoli nell'epoca amatoriale del calcio messicano.

### Inizio dell'era professionistica (1943-1950)
Nel 1943 si costituì, dalla fusione di vari campionati regionali, la Liga Mayor e cominciò l'epoca professionistica del calcio messicano. La squadra, guidata da Fausto Prieto, debuttò contro l'Atlas nella Copa México domenica 6 giugno 1943 perdendo per 3-1 (gol di Manuel López al 30º minuto). Il 21 ottobre 1943 esordì in campionato con una vittoria per 4-1 contro l'Atlante. Il primo gol del club porta la firma di Pablo González. Questa la formazione del debutto: Pérez, Gutiérrez, Hidalgo, Lozano, Orozco, Zarco, García, Prieto, González, Reyes e López. Allenatore era il cileno Nemesio Tamayo.

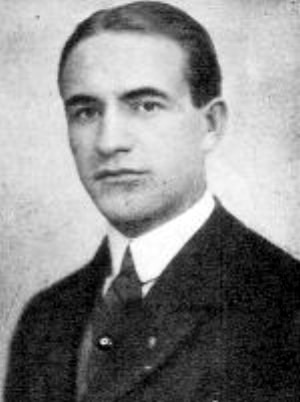
György Orth

Il Guadalajara faticò negli anni immediatamente successivi all'istituzione del professionismo, ad eccezione della stagione 1948-1949, quando concluse il campionato al terzo posto sotto la guida dell'ungherese György Orth, ponendo le basi per i buoni risultati successivi. Nello stesso anno il club fu soprannominato Chivas locas ("capre pazze") in una partita contro l'Atlas. Il nomignolo, inizialmente reputato un insulto, fu in seguito adottato in pianta stabile come soprannome diffuso tra i tifosi di una squadra che stava divenendo sempre più popolare.
Nel 1950, anno in cui ci fu il cambio di denominazione della Liga Mayor, divenuta Primera División, le prestazioni della squadra iniziarono a migliorare.

### Gli anni delYa merito(1950-1956)
Nel primo lustro degli anni '50 il club iniziò a costituire un organico ben assortito, che dominava nel gioco, ma faticava a compiere il decisivo salto di qualità per vincere il titolo. Nelle stagioni 1951-1952 e 1954-1955 la squadra chiuse seconda, guadagnandosi il soprannome di Ya merito ("ci siamo quasi"), espressione messicana che sottolinea l'avvicinamento a qualcosa di importante. La squadra annoverava Rafael Orozco, Tomás Balcázar (nonno del "Chicharito" Javier Hernández), Javier de la Torre, Gregorio Gómez, Rafael Rivera, Alfredo Bocanegra, Manuel Enciso, "Chuco" Ponce, Rodrigo Noriega e elementi come Jaime Gómez, Juan Jasso detto "El Bigotón", José Villegas detto "El Jamaicon", Guillermo Sepúlveda detto "El Tigre", Salvador Reyes e Crescencio Gutiérrez detto "Mellone".

### IlCampeonísimo(1956-1965)
Dal 1956 al 1965 il Club Deportivo Guadalajara visse la sua epoca d'oro dall'avvento del professionismo. In nove anni si aggiudicò infatti sette titoli di campione del Messico, sei supercoppe nazionali, una coppa nazionale, un Campeonato Centroamericano e un campionato CONCACAF (nel 1962). Questi titoli e il brillante gioco espresso valsero al club il soprannome di Campeonísimo.
In questo periodo militarono nel club Jaime Gómez detto "El Tubo", Arturo Chaires detto "El Curita", José Villegas, Guillermo Sepúlveda, Juan Jasso, Sabás Ponce, Francisco Flores, Héctor Hernández, Salvador Reyes, Crescencio Gutiérrez, Raúl Arellano detto "Pina", Isidoro Díaz detto "Chololo", Ignacio Calderón detto "El Cuate" e Carlos Calderón.
Il primo titolo di questa rosa fu ottenuto nel 1956-1957, annata in cui si iniziò a vedere un gioco dinamico e offensivo. Negli anni a venire furono conseguiti altri successi, in particolare ben quattro titoli vinti consecutivamente dal 1959 al 1962. Altri due successi furono ottenuti nel 1964 e nel 1965.

### La fine delCampeonísimo(1965-1970)
La seconda metà degli anni '60 vide un certo declino della squadra, che continuò a classificarsi ai primi posti della classifica, ma vinse il titolo solo nella stagione 1968-1969. Il titolo fu rivinto nel 1969-70 insieme alla coppa nazionale, risultato che valse al Guadalajara anche il titolo di Campeón de Campeones. Nel 1970 si classificò secondo in campionato, due punti dietro il Cruz Azul capolista.

### LeChivas flacas(1970-1982)
Negli anni '70 la squadra affrontò una grave crisi amministrativa e sportiva, a causa del mancato svecchiamento della rosa e ad alcuni acquisti sbagliati. Dopo quindici anni che lo fecero diventare il club più titolato del Messico, nel 1970-1971 il Guadalajara dovette lottare per non retrocedere e giunse quattordicesimo su diciotto squadre.
Dopo il ritiro di Javier de la Torre nel 1973, si successero alla guida della squadra vari tecnici che non ottennero i risultati sperati, tra cui il peruviano Walter Ormeño, l'argentino Héctor Rial e l'uruguaiano Horacio Troche. Alla luce dei risultati deludenti la squadra viene soprannominata Chivas flacas ("capre magre").
Nel 1976, con l'associazione "Clubes Unidos de Jalisco", il Chivas acquisì la franchigia statunitense, militante nella NASL dei Philadelphia Atoms, ove furono mandati numerosi giocatori dell'area di Jalisco, ma l'esperimento si concluse già al termine della stagione 1976, decretando lo sciogliemento della squadra di Filadelfia.
Negli anni a venire la rosa del Guadalajara trae nuova linfa dall'inserimento di giovani cresciuti in una compagine filiale, il Club Deportivo Tapatío. Tra questi si ricordano Fernando Quirarte, José Martínez, Rafael Contreras, José Luis Real e Ricardo Pérez, che ebbero l'occasione di giocare con la prima squadra del Guadalajara. Ciononostante i risultati negativi proseguirono. Nel 1978-1979, sotto la guida di Diego Mercado, la squadra si piazzò quattordicesima, poi sotto la guida di Carlos Miloc ottenne, nella stagione 1979-1980, il decimo posto, con sole undici vittorie in trentotto giornate.
Con l'inizio degli anni '80 la sorte non mutò. Nel 1981 la squadra fu vittima di un incidente stradale: l'autobus che trasportava i calciatori a Puebla per la partita contro il Puebla si scontrò con una roulotte, causando la morte del centrocampista José Martínez. Arrivarono nuovi calciatori come Rigoberto Cisneros, Jaime Pajarito e Eduardo Cisneros detto "El Vaquero", ma alla fine della stagione 1981-1982 chiuse al diciassettesimo posto.
Dopo l'esonero di Diego Mercado arrivò sulla panchina del club Alberto Guerra, già giocatore del Guadalajara. Da questo momento la compagine biancorossa migliorò il proprio rendimento.

### Ritorno in auge (1982-1993)
Sotto la guida di Alberto Guerra la squadra raggiunse la finale del campionato 1982-1983, dove fu battuta dal Puebla ai tiri di rigore (vittoria per 2-1 all'andata in casa e sconfitta per 1-0 in trasferta). Buona parte della squadra titolare era però squalificata a causa delle espulsioni subite nella semifinale contro l'América. I Chivas terminarono al secondo posto anche l'annata seguente, perdendo la finale contro l'América.
La terza finale del tecnico Guerra giunse nel 1986-1987, stavolta contro il Cruz Azul e stavolta vinta, grazie al 3-0 interno dopo la sconfitta per 2-1 in trasferta. Il Guadalajara ottenne così il suo nono titolo nazionale dall'avvento del professionismo. La squadra aveva chiuso la stagione regolare al primo posto, con il miglior attacco e la migliore difesa, grazie ad un valido organico composto, tra gli altri, da Benjamín Galindo, Guillermo Mendizábal, Concepción Rodríguez, José Manuel de la Torre, Antonio Valdez, Eduardo de la Torre, Javier Ledesma, Omar Arellano, Demetrio Madero, Sergio Lugo e Fernando Quirarte. Negli anni a venire si qualificò per la fase a eliminazione diretta del campionato (detta liguilla), ma senza ottenere risultati di rilievo.
Nei primi anni '90 emersero in prima squadra calciatori delle giovanili quali Vidrio, Vázquez, Martínez, García, Romero e Zárate. A causa dei debiti accumulati, in questi anni il club non poté investire cifre considerevoli per il calciomercato.

### Promotora Deportiva Guadalajara(1993-2002)
Nel 1993 l'amministrazione del club fu affidata alla Promotora Deportiva Guadalajara, organismo che si attivò per trovare nuovi capitali al fine di raggiungere la stabilità economica. Nei primi anni di questa gestione la squadra si rinforzò con gli acquisti di Alberto Coyote, Eduardo Fernández, Carlos Turrubiates, Alberto García detto "El Guamerú", Missael Espinoza, Ramón Ramírez, Daniel Guzmán detto "El Travieso" e Luis Flores. I buoni risultati ottenuti sul campo valsero alla squadra il soprannome di Super Chivas. Il Guadalajara chiuse al primo posto la stagione regolare nel 1994-1995, ma fu eliminata in semifinale della liguilla dal Necaxa per la regola dei gol fuori casa. Vinse anche il torneo Verano 1997 e fu seconda nel torneo Inverno 1998. Dal torneo Invierno 2000 il progetto subì una fase di progressiva decadenza: a causa dello scarso interesse della "società di promozione", i risultati sportivi iniziarono a peggiorare.
Nel 2002 l'imprenditore Jorge Vergara rilevò la maggioranza delle azioni del Club Deportivo Guadalajara. La gestione della "società di promozione" giunse al termine con la nomina di un nuovo direttivo.

### Prima era Vergara (2002-2010)
Il 31 ottobre 2002 Jorge Vergara assunse il controllo amministrativo del club. Una delle sue prime decisioni fu l'esonero dell'allenatore Daniel Guzmán, rimpiazzato da Eduardo de la Torre, detto "El Yayo", in vista del torneo di Clausura 2003. Nella stagione seguente la squadra eliminò l'eccessiva sponsorizzazione dalle maglie e fu allenata da Hans Westerhof, che condusse i Chivas alla liguilla, dove furono eliminati dal Toluca.
Nel torneo di Clausura 2004 la squadra si piazzò seconda, perdendo la finale contro l'Universidad Nacional per 5-4 ai tiri di rigore. A Westerhof subentrò dunque Benjamín Galindo, che rimase in carica per due stagioni e per tre giornate della terza stagione. In questo periodo la compagine biancorossa iniziò ad affermarsi in ambito internazionale, arrivando a disputare per due stagioni consecutive la semifinale della Coppa Libertadores, nel 2005 contro l'Athl. Paranaense (sconfitta per 5-2 tra andata e ritorno) e nel 2006 contro il San Paolo (sconfitta per 4-0 tra andata e ritorno).

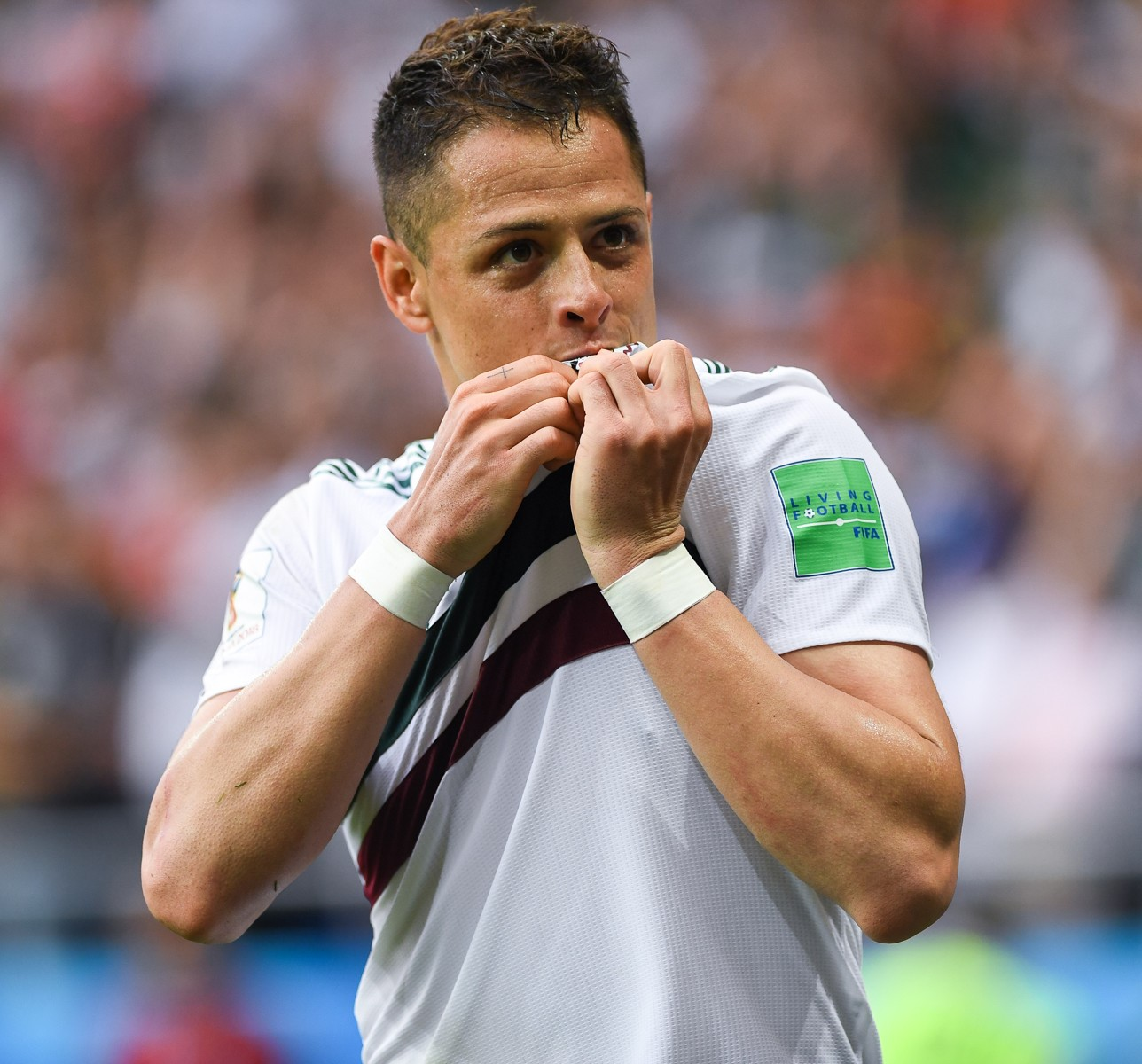
Javier Hernández, detto "El Chicharito", ha militato nel Club Deportivo Guadalajara dal 2006 al 2010

Il centenario del club fu celebrato nel 2006, stagione in cui la squadra guidata da José Manuel de la Torre perse la semifinale del campionato messicano contro il Pachuca. L'anno dopo la squadra si qualificò nuovamente per la liguilla e sconfisse l'América (2-0 il risultato complessivo) in semifinale, accedendo alla finale, che vinse contro il Toluca (3-2 tra andata e ritorno). Fu l'undicesimo titolo per il Guadalajara nell'epoca professionistica del calcio messicano e il primo vinto sotto la presidenza di Jorge Vergara.
José Manuel de la Torre rimase in carica per altre due stagioni, fino alla nona giornata del torneo di Apertura 2007, prima di essere sostituito da Efraín Flores, con cui la squadra raggiunse la semifinale e vinse una stagione regolare, facendo registrare una striscia di imbattibilità di 11 partite consecutive.
All'inizio del torneo di Apertura 2009 la compagine di Guadalajara attraversò una crisi di risultati, sotto la guida di Francisco Ramírez prima e Raúl Arias poi. Verso la fine di questa stagione la guida tecnica fu assunta da José Luis Real, che diede più spazio ai giovani provenienti dal settore giovanile.
Nel torneo Bicentenario 2010 la squadra conservò l'imbattibilità per otto partite, con Javier Hernández, detto "El Chicharito", laureatosi capocannoniere del campionato, anche se nella liguilla la squadra non andò oltre i quarti di finale. Nella Coppa Libertadores 2010 la squadra raggiunse, seconda messicana a riuscirvi, la finale, dove fu sconfitta dall'Internacional (5-3 tra andata e ritorno).

### Nuovo millennio (2011-oggi)
Nel torneo di Apertura 2011 il Guadalajara giunse prima nella stagione regolare, ma perse i quarti di finale della liguilla contro il Querétaro. Visse poi un periodo difficile, con continui cambi di allenatore: Fernando Quirarte, John van 't Schip, Benjamín Galindo, Juan Carlos Ortega, José Luis Real, Ricardo La Volpe e Carlos Bustos.
Il 26 febbraio 2012, in seguito alla grave crisi di risultati, il presidente Jorge Vergara chiamò in Messico la leggenda del calcio Johan Cruijff, affidandogli il ruolo di direttore generale del club con potere assoluto sulle scelte societarie. L'olandese portò con sé l'allenatore John van 't Schip, che assunse la guida tecnica della squadra. Gli effetti, però, non furono quelli sperati: i Chivas fallirono l'accesso alla fase finale del Clausura 2012 e anche dell'Apertura. In seguito al mancato raggiungimento degli obiettivi prefissati, il 2 dicembre 2012 Vergara annunciò che il contratto con Cruijff era stato risolto.
Tra le tante statistiche avverse figurano le 13 partite di fila senza vittorie, 7 sconfitte consecutive in campionato, il penultimo posto nel Clausura 2013 con 3 vittorie in 17 giornate. Per la prima volta dall'istituzione del sistema della media punti per definire le retrocessioni (1991), la squadra si trovò ultima nella classifica di rendimento delle ultime stagioni. Ciononostante riuscì a guadagnare la finale della Coppa del Messico di Clausura 2015, persa contro il Puebla per 4-2.
Dopo otto giornate del torneo di Apertura 2015 il club, penultimo, esonerò José Manuel de la Torre e assunse Matías Almeyda come allenatore. Il nuovo tecnico conseguì quattro vittorie consecutive, inclusa quella nella sentita sfida contro l'América. Ottenuta la salvezza, i Chivas vinsero la Coppa del Messico di Apertura 2015 battendo in finale il León per 1-0.
Nel torneo di Clausura 2016 il club si risollevò dai bassifondi della classifica fino a conseguire il quinto posto finale, accedendo così alla liguilla. Ai quarti di finale fu sconfitto dall'America per 2-1 tra andata e ritorno. Due mesi dopo vinse la Supercoppa del Messico battendo il Veracruz per 2-0.
Il 19 aprile 2017 i Chivas vinsero la loro quarta Coppa del Messico di Clausura 2017 battendo per 3-1 ai tiri di rigore il Monarcas Morelia nella finale disputata allo Stadio Chivas. Nella liguilla del torneo di Clausura 2017 eliminarono l'Atlas ai quarti di finale e il Toluca in semifinale, in ambo i casi pareggiando nel conteggio globale dei gol. Pareggiata l'andata della finale contro i Tigres UANL per 2-2 in trasferta, vinsero per 2-1 il ritorno in casa e si aggiudicarono così il campionato di Clausura 2017, riuscendo a centrare il double campionato-coppa nazionale e imponendosi come club più titolato della Primera División messicana, risultato condiviso con l'América (12 titoli nazionali a testa).
Il 25 aprile 2018 la squadra vinse la CONCACAF Champions League battendo il Toronto FC nella doppia finale. Nella sfida di andata al BMO Field perse per 2-1, ma al ritorno in casa vinse con lo stesso punteggio, portando la sfida ai supplementari e infine ai tiri di rigore, dove vinse per 4-2. Il successo consentì alla squadra di volare negli Emirati Arabi Uniti per partecipare, in qualità di squadra campione del Centro e Nord America, alla Coppa del mondo per club FIFA, da cui fu eliminata all'esordio, il 15 dicembre, nel quarto di finale contro i campioni d'Asia del Kashima Antlers (3-2). Si piazzò infine sesta perdendo il 18 dicembre la finale per il quinto posto contro i campioni d'Africa dell'Espérance per 5-6 ai tiri di rigore (1-1 dopo 90 minuti, con l'Espérance ridotto in 9 contro 11 uomini per via di due espulsioni).

## Palmarès

### Competizioni nazionali
- Campionato messicano: 12

1956-1957, 1958-1959, 1959-1960, 1960-1961, 1961-1962, 1963-1964, 1964-1965, 1969-1970, 1986-1987, Verano 1997, Apertura 2006, Clausura 2017
- Copa Challenger: 1

1961
- Coppa del Messico: 4

1962-1963, 1969-1970, Apertura 2015, Clausura 2017
- Supercoppe del Messico: 7 (record)

1956-1957, 1958-1959, 1959-1960, 1960-1961, 1963-1964, 1964-1965, 1969-1970
- Supercopa MX: 1

2016
- InterLiga: 1

2009

### Competizioni internazionali
- Campeonato Centroamericano: 1

1959
- CONCACAF Champions' Cup/Champions League: 2

1962, 2018

### Competizioni giovanili
- Milk Cup: 1

2007 (Under-14)

### Altri piazzamenti
- Campionato messicano:

Secondo posto: 1951-1952, 1954-1955, 1962-1963, 1968-1969, 1982-1983, 1983-1984, Invierno 1998, Clausura 2004
Terzo posto: 1948-1949, 1957-1958, 1965-1966, 1966-1967
- Copa México:

Finalista: 1947-1948, 1950-1951, 1951-1952, 1953-1954, 1954-1955, 1966-1967, Clausura 2015, Apertura 2016
- Supercoppa del Messico:

Finalista: 1962, 1963, 2017
- InterLiga:

Finalista: 2005, 2006
- Coppa Libertadores:

Finalista: 2010
Semifinalista: 2005, 2006
- Coppa Sudamericana:

Semifinalista: 2008
- Coppa Merconorte:

Semifinalista: 2000
- CONCACAF Champions' Cup:

Finalista: 1963, 2007
Terzo posto: 1997

## Organico

### Rosa 2024-2025
Aggiornata al 1º gennaio 2025.
| N. |                        | Ruolo | Calciatore         |
| -- | ---------------------- | ----- | ------------------ |
| 1  | Messico (bandiera)     | P     | Raúl Rangel        |
| 2  | Messico (bandiera)     | D     | Alan Mozo          |
| 3  | Messico (bandiera)     | D     | Gilberto Sepúlveda |
| 5  | Messico (bandiera)     | D     | Víctor Guzmán      |
| 6  | Messico (bandiera)     | D     | Pável Pérez        |
| 7  | Messico (bandiera)     | C     | Omar Govea         |
| 11 | Messico (bandiera)     | C     | Isaác Brizuela     |
| 13 | Messico (bandiera)     | D     | Jesús Orozco       |
| 14 | Messico (bandiera)     | A     | Javier Hernández   |
| 15 | Messico (bandiera)     | C     | Érick Gutiérrez    |
| 16 | Stati Uniti (bandiera) | A     | Cade Cowell        |
| 17 | Messico (bandiera)     | D     | Jesús Sánchez      |
| 18 | Messico (bandiera)     | D     | Luis Olivas        |
| 19 | Messico (bandiera)     | A     | Ricardo Marín      |

| N. |                    | Ruolo | Calciatore         |
| -- | ------------------ | ----- | ------------------ |
| 20 | Messico (bandiera) | C     | Fernando Beltrán   |
| 21 | Messico (bandiera) | D     | José Castillo      |
| 23 | Messico (bandiera) | C     | Daniel Aguirre     |
| 24 | Messico (bandiera) | C     | Carlos Cisneros    |
| 25 | Messico (bandiera) | C     | Roberto Alvarado   |
| 27 | Messico (bandiera) | D     | Leonardo Sepúlveda |
| 28 | Messico (bandiera) | C     | Fernando González  |
| 29 | Messico (bandiera) | C     | Fidel Barajas      |
| 30 | Spagna (bandiera)  | P     | Óscar Whalley      |
| 31 | Messico (bandiera) | C     | Yael Padilla       |
| 33 | Messico (bandiera) | D     | Raúl Martínez      |
| 34 | Messico (bandiera) | A     | Armando González   |
| 50 | Messico (bandiera) | D     | Mateo Chávez       |
| 65 | Messico (bandiera) | D     | Luis Gabriel Rey   |

## Tifoseria
I tifosi del Chivas provengono da ogni parte del mondo. Negli Stati Uniti il crescente seguito di cui gode il club ha portò alla creazione di una franchigia della Major League Soccer, il C.D. Chivas USA, squadra che comprendeva pochi calciatori del Guadalajara, oltre ad atleti americani e stranieri.